# Municipio de Mulberry (condado de Franklin)
El municipio de Mulberry (en inglés: Mulberry Township) es un municipio ubicado en el condado de Franklin en el estado estadounidense de Arkansas. En el año 2010 tenía una población de 404 habitantes y una densidad poblacional de 6,8 personas por km².

## Geografía
El municipio de Mulberry se encuentra ubicado en las coordenadas 35°32′40″N 93°58′51″O / 35.54444, -93.98083. Según la Oficina del Censo de los Estados Unidos, el municipio tiene una superficie total de 59.4 km², de la cual 59,27 km² corresponden a tierra firme y (0,22 %) 0,13 km² es agua.

## Demografía
Según el censo de 2010, había 404 personas residiendo en el municipio de Mulberry. La densidad de población era de 6,8 hab./km². De los 404 habitantes, el municipio de Mulberry estaba compuesto por el 96,53 % blancos, el 0,99 % eran amerindios, el 1,24 % eran asiáticos y el 1,24 % eran de una mezcla de razas. Del total de la población el 0,5 % eran hispanos o latinos de cualquier raza.